# Rudy (Świnków)
Rudy – część wsi Świnków, w Polsce, w województwie wielkopolskim, w powiecie krotoszyńskim, w gminie Krotoszyn. 
Rudy wchodzi w skład sołectwa Świnków.
W latach 1975–1998 Rudy położona była w województwie kaliskim.